# 蘭大弼
蘭大弼（英語：David Landsborough Ⅳ，1914年12月16日—2010年3月2日），出生於臺灣彰化，英國基督教宣道會醫生，英籍宣教師兼醫師蘭大衛與連瑪玉之子，長年任職於彰化基督教醫院，第六屆醫療奉獻獎得主。

## 生平紀事

### 彰化長大
蘭大衛與連瑪玉之子蘭大弼於1914年12月16日出於於彰化醫館（今彰化市彰化基督教醫院）。他回憶自己先學會說台語，英語是後來才學的。出生後曾隨父親返英，五歲左右又回到彰化。七歲時，他見父親在彰化城外救助一名倒在路旁的膿瘡病人，讓他印象深刻，對他後來的行醫生涯有很大影響。
蘭大弼自幼參與彰化教會詩班、祈禱會、郊外佈道等活動。十七歲時回到英國，因父親沒有錢供他學醫，便先進入教會，由教會派遣他學醫。他在英國National Hospital for Neurology and Neurosurgery專攻腦神經醫學，屬於英國宣道會醫師。

### 泉州懸壺
蘭大弼取得醫學博士後，1940年到中國福建泉州惠世醫院（今福建醫科大學第二附屬醫院）服務。當時日軍已佔領廈門下，他從廈門冒險通過佔領區的交界，在破壞殆盡的公路上走了四天趕到泉州，立刻展開醫療工作，應付種種傳染病的突襲。
1942年的泉州，傷寒盛行。一次蘭大弼夜半巡視，有一位正進入第二週的危險發作期的病人起身激動地握住蘭醫師的手說很高興見到他。隔夜，蘭醫師因公外出晚歸，未再前往探望，一早巡視時就發現該病人的床空了。五十年後，他接受《民生報》記者李淑娟採訪中提到此事，突然激動起來，為之哽咽淚下。
戰爭結束後，蘭大弼回英國停留了一年多，娶婦產科醫師高仁愛，婚後第二年，一同回到泉州。1949年，解放軍佔領泉州，蘭醫師夫婦繼續行醫，在1951年1月遭驅除出境，返回英國。

### 返回臺灣

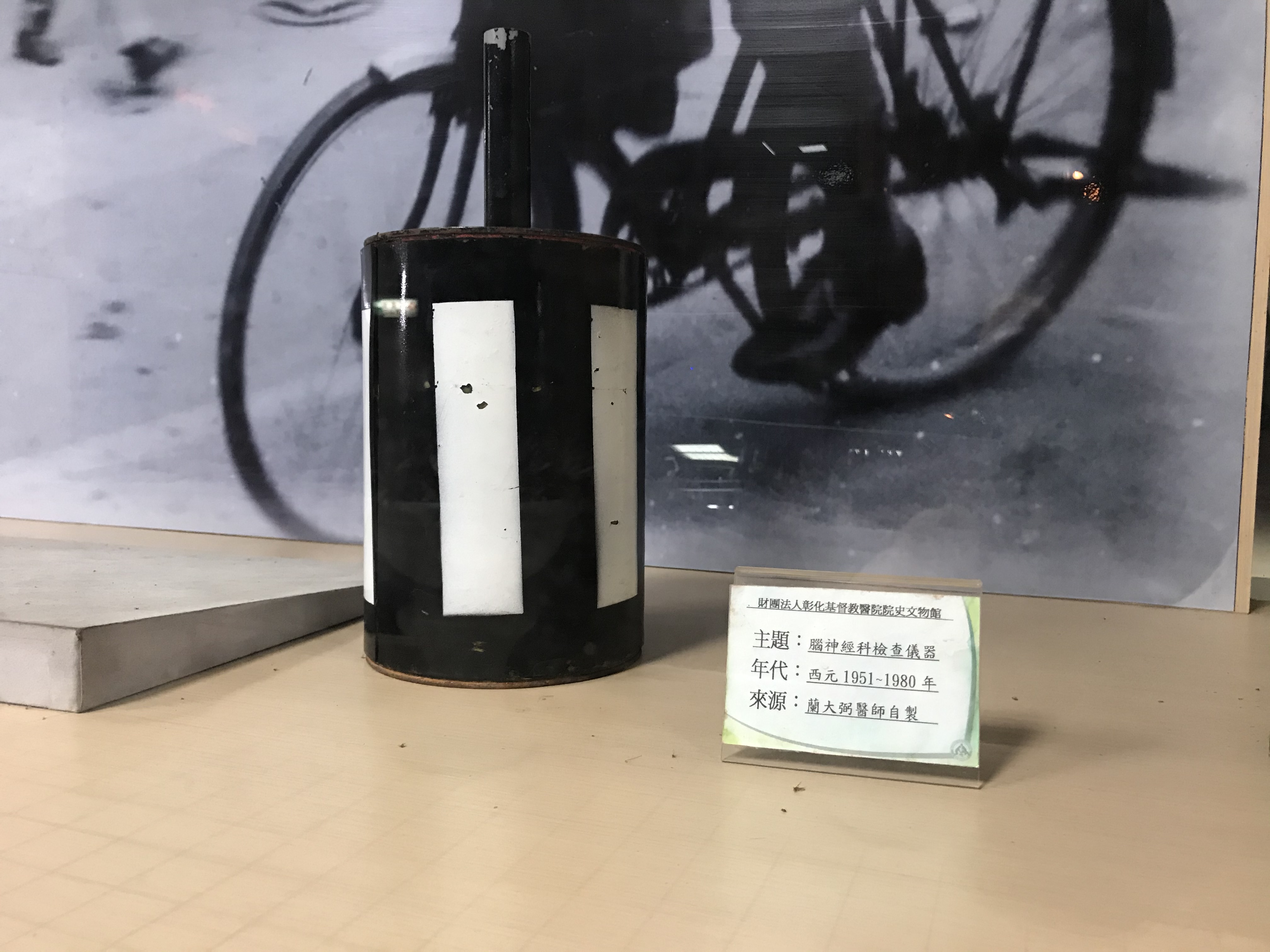
蘭大弼自製的腦神經檢查儀器。

蘭大弼在英國住一年半，應彰化基督教醫院董事會邀請回到臺灣，聘為代理院長，隨後就正式擔任院長一職。1954年，他邀請華仁愛到臺灣，以主持護理學校。
八七水災，彰基舊院區門前的中華路淹水，彰基廚房在院本部，護士宿舍在對街，蘭大弼擔心護士們挨餓，堅持把伙食揹在肩上親自送到對岸去。多位在彰基工作的資深護士想起那一刻，仍心有餘悸，回憶在二樓窗口看著院長被激流一次次沖走，又一次泅上來，扶著對街廊柱，一步步邊走邊游，總算將伙食送到護士手中。
1967年，蘭大弼提出彰基4大宗旨：醫療、報喜、助貧、教學。醫生張淑珍回憶，當年彰化幾家製造鞭炮小工廠，經常發生爆炸，眼看蘭醫生親臨指揮醫護人員搶救，讓她印象深刻。除彰基的診療外，他也深入鄉間深山義診，知道一名腿傷、行動不便的工人沒錢就醫，在簡陋的居家中等死，他即並接回醫院免費治療。
早在1960年代，在彰化醫館就有早晨會、晚間醫學討論會，由蘭大弼教導高雄醫學院和台北醫學院學生。1971年，他在中華神經與精神醫學會議上，報告彰化出現六個在紅眼症後出現像似小兒麻痺症狀病例，但被眼科醫生付諸一笑，直到1977年3月6日，台大醫學院神經科教授洪祖培在中華民國神經學會成立大會報告是腸病毒感染，才引起重視。
彰基「切膚之愛」基金會總幹事陳美玲指出，彰基有一段佳話就是到彰基服務是「買一送一」，早先創院的蘭大衛及夫人連瑪玉、蘭大弼及夫人高仁愛、魏克思與夫人魏愛倫都是夫婦同心，一起獻身給台灣民眾。蘭大弼夫妻二人總穿著有補釘的衣服和襪子，皮鞋也常常穿到破底，靠著一輛單車到處看診。院方原先打算為他們購一輛轎車代步，被拒絕了。蘭大弼志願領的不及當時副院長的一半，但年輕醫師要出國進修缺乏川資，他立即掏腰包。有一陣子，英鎊狂跌，院長的薪水跟著嚴重縮水，但他仍拒絕醫院為他加薪。妻子則擔任無給薪的婦產科醫師，因捐血過於頻繁晚年需服補血劑。
1960年代末，蘭大弼任用籃瑪烈以加強彰基的護理。
1980年，蘭大弼退休時，彰基欲發退休金、同仁欲捐款作為養老金，他都婉拒，說感謝神讓他們夫妻能到臺灣奉獻。他甚至將董事會給他的近兩百萬元退休金，全部捐出。院長職務由吳震春接掌。

### 退休生活
蘭大弼將退休的住家門口仍掛著「Formosa」的牌子，並領養了三名英籍子女。1980年，醫師沈淵瑤前往南倫敦拜訪連瑪玉、蘭大弼、高仁愛一家。
1992年，蘭大弼返回臺灣時，見到院方將他常騎的腳踏車當紀念文物收藏，不以為然講「誰需要就拿去騎呀」。次年10月，高仁愛癌症去世。1994年，他隻身再回臺灣參加彰基人回娘家活動，由於膝關節老化，行動不便，拄著拐杖走路，僅靠老人津貼每月兩百五十英鎊過日。
1995年，四十三位曾在彰基或仍在彰基服務的醫師響應彰基心臟科醫師蔡正道，給蘭大弼了買一台新台幣五十五萬元自排車，並打算聘請特別護士或房屋改建之用，但被婉拒。後來，蘭大弼將該車出售，所得一千兩百英鎊，寄還彰基。
2009年9月，蘭大弼因跌倒接受開刀治療，出院後健康走下坡。該年10月，彰基醫療體系的員生醫院院長陳守棟、彰基副院長周賢彰前往探視，蘭大弼高興地說好久沒說台語了，當他們詢問蘭大弼想寫信給誰，就寫下「台灣」兩字。
2010年3月初，多重器官衰竭的蘭大弼彌留之際，說了一些醫護人員聽不懂的話，藉由懂台語的大兒子一聽才知道說懷念亡妻、掛念台灣友人，還反覆說要照顧窮人。英國時間3月2日清晨，蘭大弼於倫敦病逝。

## 榮耀紀念
1959年，蘭大弼榮獲彰化市民證及市民之鑰。

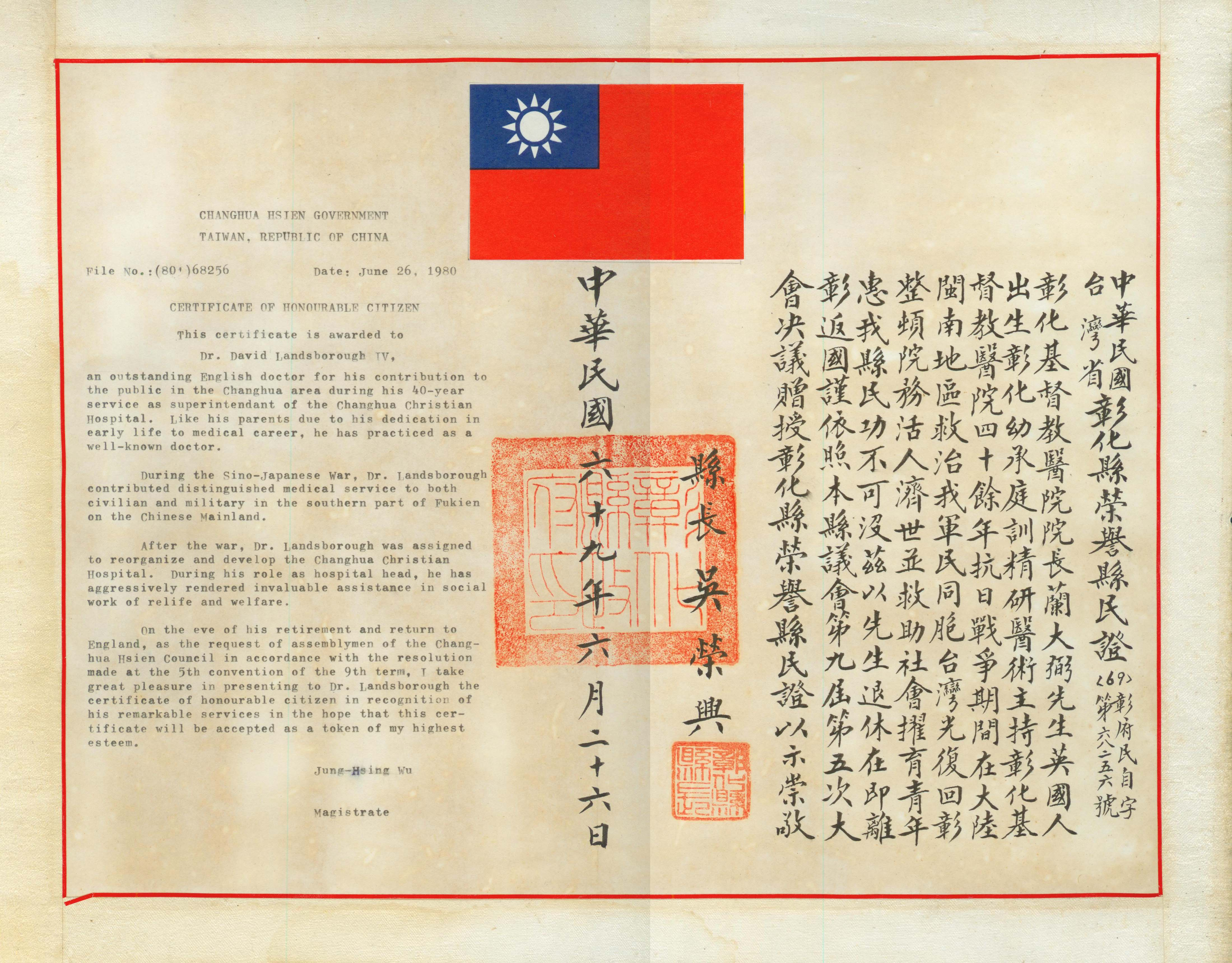
蘭大弼彰化榮譽縣民證

1979年11月8日，表場好人好事運動推行委員會宣布蘭大弼、史可堯等列為當年好事代表。
1980年獲頒榮譽縣民證。
1996年初，蘭大弼得知獲第六屆醫療奉獻獎時，還曾婉拒。該年2月8日，同屆獲獎的羅慧夫在醫療奉獻獎記者會上，透露三十五年前他得結節性紅斑症時，正是由蘭大弼親自來臺北為他診治。11月18日，蘭大弼代表英國蘭氏家族在中華民國總統府接受李登輝頒贈紫色大綬景星勳章。
1999年，在黃志農向文建會爭取六十萬元補助款下，陳美玲將蘭大衛、蘭大弼的醫療宣教歷史、院方文物史料記錄彙整寫出《切膚之愛》，於2000年11月20日舉行新書發表會。
2008年，蘭大弼獲頒發一等功績獎章與證書。
蘭大弼去世一年後，彰化基督教醫院特別將向上大樓四樓院史二館名為「根的故事紀念館」，收集了蘭大弼一生的文史資料，2011年3月19日舉行感恩禮拜，彰化縣副縣長張瑞濱、彰化市市長邱建富及蘭大弼長子Donald、次子David、女兒雪雲參加。該館特別以「根」為設計主軸，入口處以枝葉樹蔭之姿呈現，並由袖珍藝術家蔡旺達以「根的故里」為題表達他的等面向。光廊與時光隧道區，用圖文訴說一生歷程。映像館中則有互動式多媒體播放影音。